# Yōhei Takeda
Yōhei Takeda (jap. 武田 洋平, Takeda Yōhei; * 30. Juni 1987 in Daitō, Präfektur Osaka) ist ein japanischer Fußballspieler.

## Karriere

### Verein
Takeda erlernte das Fußballspielen in der Schulmannschaft der Ozu High School. Seinen ersten Vertrag unterschrieb er 2006 bei Shimizu S-Pulse. Der Verein spielte in der höchsten Liga des Landes, der J1 League. 2008 erreichte er das Finale des J.League Cup. 2010 erreichte er das Finale des Kaiserpokal. 2011 wechselte er zum Ligakonkurrenten Albirex Niigata. 2012 wechselte er zum Ligakonkurrenten Gamba Osaka. 2012 erreichte er das Finale des Kaiserpokal. 2013 wechselte er zum Ligakonkurrenten Cerezo Osaka. 2014 wechselte er zum Zweitligisten Ōita Trinita. Für den Verein absolvierte er 74 Spiele. 2016 wechselte er zum Erstligisten Nagoya Grampus. Am 30. Oktober 2021 stand er mit Nagoya im Finale des J. League Cup. Das Finale gegen Cerezo Osaka gewann man mit 2:0.

### Nationalmannschaft
Mit der japanischen U20-Nationalmannschaft qualifizierte er sich für die Junioren-Fußballweltmeisterschaft 2007.

## Erfolge
Shimizu S-Pulse
- J.League Cup: 2008 (Finalist)
- Kaiserpokal: 2010 (Finalist)

Gamba Osaka
- Kaiserpokal: 2012(Finalist)

Nagoya Grampus
- J.League Cup: 2021